# 5 Pułk Piechoty Honwedu
5 Pułk Piechoty Honwedu (HonvIR 5, HIR.5) – pułk piechoty królewsko-węgierskiej Obrony Krajowej.  
Pułk został utworzony w 1886 roku. Okręg uzupełnień – Segedyn (węg. Szeged).
Kolory pułkowe: szary (niem. schiefergrau), guziki złote. Skład narodowościowy w 1914 roku 79% – Węgrzy. Komenda pułku oraz I i II batalion stacjonowały w Segedynie, natomiast III batalion w Nagybecskerku.
W 1914 roku wszystkie bataliony walczyły na froncie wschodnim. Bataliony wchodziły w skład 45 Brygady Piechoty Honwedu należącej do 23 Dywizji Piechoty Honwedu, a ta z kolei do IX Korpusu 2 Armii.

## Dowódcy pułku
- płk Desiderius Nonay (1914[3])